# Eumacrodes yponomeutaria
Eumacrodes yponomeutaria är en fjärilsart som beskrevs av Achille Guenée 1858. Eumacrodes yponomeutaria ingår i släktet Eumacrodes och familjen mätare. Inga underarter finns listade i Catalogue of Life.